# In a Heartbeat (série de televisão)
In a Heartbeat é uma série de televisão canadense-americana inspirada em equipes de EMT da vida real, cuja equipe consiste em alunos do ensino médio em Darien, Connecticut. A série segue a vida de vários adolescentes que se voluntariam como paramédicos em tempo parcial enquanto vão à escola e tentam manter suas vidas como adolescentes normais. No Canadá, a série foi ao ar no Family Channel, enquanto nos Estados Unidos foi ao ar no Disney Channel. A série é baseada em fatos, já que há EMTs voluntários adolescentes em serviço em todos os Estados Unidos.

## Sinopse
O time de EMT é formado por Hank Beecham (Danso Gordon), que joga futebol com a equipe do colégio, além de ser o EMT-intermediário do grupo; Val Lanier (Reagan Pasternak), que é conhecido por ser um excelente aluno e líder de torcida; Tyler Connell (Shawn Ashmore), jogador de futebol e melhor amigo de Hank; e Jamie Waite (Christopher Ralph), o mais novo membro do esquadrão inicialmente não por escolha própria, mas como resultado de um novo programa para ajudar adolescentes problemáticos a organizar suas vidas tornando-se paramédicos.
Outros personagens da série são Brooke Lanier (Lauren Collins), a irmã de 12 anos de Val que se voluntaria na equipe depois da escola e cuja principal tarefa consiste em gerenciar a papelada; e Caitie Roth (Jackie Rosenbaum), a melhor amiga de Val que é conhecida por suas roupas escuras e cabelos com mechas roxas.

## Elenco
- Danso Gordon como Hank Beecham
- Reagan Pasternak como Val Lanier
- Shawn Ashmore como Tyler Connell
- Christopher Ralph como Jamie Waite
- Lauren Collins como Brooke Lanier
- Jackie Rosenbaum como Caitie Roth

## Recepção
Laura Fries, da Variety avaliou o programa favoravelmente, observando que "a série dramática original da Disney," In a Heartbeat ", tem personagens tão atraentes quanto qualquer coisa que você encontraria na WB, só que muito mais inteligentes". Lynne Heffley, do Los Angeles Times, descreveu o programa como "surpreendentemente assistível".